# Espaço de Retzius
O espaço retropúbico é o espaço extraperitoneal entre a sínfise púbica e a bexiga urinária. O espaço retropúblico é o espaço pré-peritoneal, atrás da fáscia transversal e em frente ao peritônio.
É também conhecida como a "Caverna de Retzius" ou "Espaço de Retzius", em homenagem ao anatomista sueco Anders Retzius (1796-1860).
Este espaço é um marco utilizado em diferentes procedimentos urológicos e cirúrgicos.

## Estrutura
O espaço está localizado na região da pelve e fica rodeado das seguintes estruturas:
- Anteriormente: sínfise púbica
- Lateralmente: Músculos internos do obturador e obturador púbico
- Posteriormente: Bexiga urinária
- Assoalho: Vagina anterior nas mulheres, e uretra proximal nos homens.

## Função
O espaço retropúbico é um espaço anatômico.

### Pressão compartimental
O espaço retropúbico é diretamente adjacente à cavidade abdominal, e é afetada com mudanças na pressão intra-abdominal, o que altera a fisiologia da urinação e continência. Normalmente, pressões intra-abdominais variam entre 5 e 7 mmHg, e podem atingir 10 a 15 mmHG cronicamente em alguns casos, como nos casos de grávidas e obesos. A pressão interna é fortemente relacionada aos índices de massa corporal e o histórico de procedimentos cirúrgicos. Essa pressão elevada de grávidas e obesas é comumente referida como hipertensão abdominal crônica. Essa pressão é retransmitida para o compartimento retropúbico adjacente e pode afetar as estruturas internas.

## Significância clínica
O espaço retropúbico é um marco cirúrgico de grande significância em muitos procedimentos ginecológicos e urológicos. O acesso ao espaço é feito pela separação do músculo reto abdominal em uma linha média, e dissecando sem rodeios o tecido na direção da sínfise pubiana, até atingir o peritônio.
Exemplos de cirurgias envolvendo o espaço retropúbico incluem:
- O procedimento com eslinga. as eslingas são consideradas a primeira linha de tratamento para mulheres com incontinência de esforço.[8]
- Esfíncteres urinários artificiais são considerados a primeira linha de tratamento de certos tipos de incontinência em homens.[8]
- A colposuspensão de Burch é um procedimento retropúbico usado no tratamento da incontinência urinária em mulheres[7]